# Иксуар
Иксуар — деревня в Пестречинском районе Татарстана. Входит в состав Кряш-Сердинского сельского поселения.

## География
Находится в северо-западной части Татарстана на расстоянии приблизительно 16 км на юго-восток по прямой от районного центра села Пестрецы вблизи автомобильной дороги Казань-Уфа.

## История
Основана в 1925 как деревня Искиюрт. 

## Население
Постоянных жителей было: в 1949 - 108, в 1958 - 112, в 1970 - 67, в 1979 - 14, в 1989 - 2, в 2002 — 4 (татары 100 %), 2 в 2010.